# 張科 (嘉靖辛丑進士)
張科（1514年—？），字子漸，直隸安慶府太湖縣人，民籍，明朝政治人物。

## 生平
嘉靖十九年（1540年）庚子科應天府鄉試第八十名舉人。嘉靖二十年（1541年）中式辛丑科會試第一百十一名，登第三甲第六十四名進士。

## 家族
曾祖張繼良；祖父張珎；父張億，壽官。母洪氏。具庆下。弟张和。